# Blyzniuky (huyện)
Huyện Blyzniuky (tiếng Ukraina: Близнюківський район, chuyển tự: Blyzniukys’kyi raion) là một huyện của tỉnh Kharkiv thuộc Ukraina. Huyện Blyzniuky có diện tích 1380 kilômét vuông, dân số theo điều tra dân số ngày 5 tháng 12 năm 2001 là 25695 người với mật độ 19 người/km2. Trung tâm huyện nằm ở Blyzniuky.